# 5506 Artiglio
5506 Artiglio è un asteroide della fascia principale. Scoperto nel 1987, presenta un'orbita caratterizzata da un semiasse maggiore pari a 2,3756762 UA e da un'eccentricità di 0,1693584, inclinata di 5,24935° rispetto all'eclittica.